# Намиг Гулиев
Намиг Гулиев е азербайджански шахматист и гросмайстор от 2005 г.

## Кариера
През 2003 г. заема трето място на 27-ия открит турнир „Fourmies“ в едноименния град във Франция. През юли същата година спечелва турнира в Bischwille. Следва триумф на международния открит турнир в Шарлероа, Белгия. През 2004 г. спечелва „11. Open International d'Ete“ в Ница. Заема първо мяство на „11 Open de Lutece“ в Париж с перфектния резултат 7/7 т. През 2008 г. на първенството на Азербайджан заема седмо място от десет възможни с резултат 4,5/9 т.
През 2005 г. получава гросмайсторско звание. Задължителните три норми ги покрива на турнири във Франция, както следва: Илкирх-Графенщаден (2004, „5 Op. Euro d'Illkirch-Graf“), „Клубно първенство на Франция“ (2005) и „Международно първенство на Париж“ (2005).
На клубно отборно ниво е участвал в първенството на Франция (2004), в немската шахматна Бундеслига (2007/2008) и националното първенство на Белгия (2005).

## Участие на шахматна олимпада
Гусеинов участва на две шахматни олимпиади. Изиграва 17 партии, постигайки в тях 5 победи и 5 ремита. Средната му успеваемост е 44,1 процента. Няма спечелен медал.
| Година | Организатор | Отбор       | Класиране (отборно) | Дъска |
| 1994   | Москва      | Азербайджан | 36                  | Трета |
| 2006   | Торино      | Азербайджан | 24                  | Трета |